# Monte Crabun
Il Monte Crabun o Mont Crabun (pron. fr. AFI: [kʁabɛ̃] - 2.711 m s.l.m.) è una montagna dei Contrafforti valdostani del Monte Rosa nelle Alpi Pennine. Si trova in Valle d'Aosta tra la valle del Lys e la valle d'Ayas.

## Caratteristiche
Si trova al confine tra i comuni di Perloz, di Issime e di Arnad. Rappresenta la massima altezza del comune di Perloz.
Poco sotto la vetta si trova il bivacco Crabun (2.674 m)

## Salita alla vetta

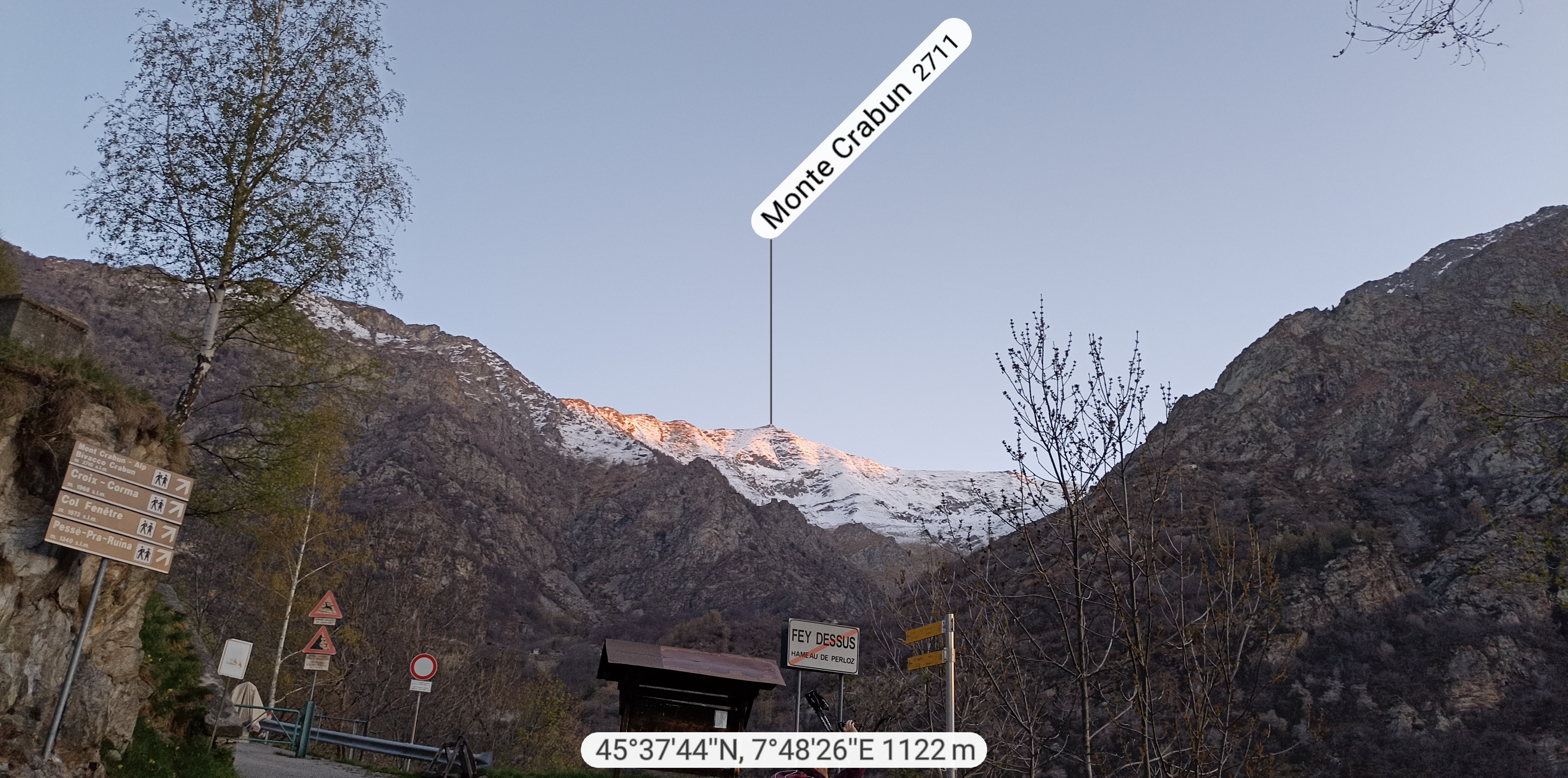
la montagna vista dalla frazione Fey Dessus di Perloz.

Si può salire sulla vetta partendo da Fey-Dessus (in certi periodi anche più in alto da Pra), località di Perloz. Si risale lo stretto vallone di Nantay e poi i pianori superiori fino ad arrivare al Colletto ed infine si risale la cresta est della montagna.

### Skyrunning
La cima del monte è raggiunta anche dal tracciato dell Crabun Mountain Race, una gara corsa in montagna che parte da Pont Saint Martin, con di 13 km di sviluppo e 2350 metri di dislivello positivo. La competizione si svolge a luglio e nel 2019 era giunta alla sua quindicesima edizione.